# La Chaussée (Vienne)
La Chaussée é uma comuna francesa na região administrativa da Nova Aquitânia, no departamento de Vienne. Estende-se por uma área de 13,58 km². Em 2010 a comuna tinha 184 habitantes (densidade: 13,5 hab./km²).